# تحالف قوس قزح الوطني
تحالف قوس قزح الوطني هو حزب سياسي في كينيا. وباعتباره تحالفًا، كان في السلطة من 2002 إلى 2005 عندما انهار بسبب الخلافات بين الأعضاء حول استفتاء دستوري.

## التكوين
في التحضير لانتخابات عام 2002، تحالف حزب التحالف الوطني الكيني مع الحزب الديمقراطي الليبرالي لتشكيل التحالف الوطني لائتلاف قوس قزح. في 27 ديسمبر 2002، فاز التحالف بانتصار ساحق على الاتحاد الوطني الأفريقي الكيني. حصل المرشح الرئاسي للتحالف مواي كيباكي على 62٪ من الأصوات في الانتخابات الرئاسية، مقابل 31٪ فقط لمرشح الاتحاد الوطني، أوهورو كينياتا. في 30 ديسمبر 2002، أدى مواي كيباكي اليمين الدستورية ليكون الرئيس الثالث لكينيا.

## حكومة التحالف
على الرغم من شعبيتها الأولية، كانت الحكومة التي يقودها التحالف مقلقة. أصبح الخلاف بين الحزب الديمقراطي الليبرالي والموالين لكيباكي واضحًا. بعد الاستفتاء على الدستور الكيني في عام 2005، تم طرد جميع أعضاء الحزب الديمقراطي الليبرالي من الحكومة. بعد ذلك، أصبح الحزب الليبرالي حزبًا معارضًا، وشكل الحركة الديمقراطية البرتقالية، وهو تحالف من السياسيين المعارضين. في وقت لاحق، أسس أعضاء التحالف الموالون لكيباكي حزبًا جديدًا، تحالف قوس قزح الوطني - كينيا. ونتيجة لذلك، ترك التحالف الأصلية في يد رئيسته شارتي نجيلو الذي شغل أيضًا منصب وزير الصحة.

## انتخابات 2007
في 5 أكتوبر 2007، أعلنت نجيلو دعمها للحركة الديمقراطية البرتقالية ومرشحها الرئاسي رايلا أودينجا في الانتخابات العامة في ديسمبر 2007. قالت في البداية إنها ستبقى في الحكومة، على الرغم من دعمها لخصم كيباكي الرئيسي. ومع ذلك، تم الإعلان عن عزل كيباكي لها من الحكومة في 6 أكتوبر. أثناء دعم الحركة الديمقراطية البرتقالية، دافعت نجيلو عن مقعدها البرلماني على تذكرة التحالف. تحت قيادة نجيلو، فاز التحالف بثلاثة مقاعد في البرلمان الكيني الجديد.

## انتخابات 2013
بعد إدارة حملتها الخاصة لفترة وجيزة، اختارت نجيلو دعم رايلا أودينجا للرئاسة في عام 2013، ووقعت اتفاقية ائتلافية تضم تحالف قوس قزح والحركة الديمقراطية البرتقالية و حركة ممسحة الديمقراطية ومنتدى استعادة الديمقراطية - كينيا، قبل الخروج في اللحظة الأخيرة للانضمام إلى تحالف اليوبيل.